# Lone Fleming
Lone Fleming (nacida Lone Faerch; Aarhus, 5 de septiembre de 1945) es una actriz, directora, productora y guionista hispano-danesa. Es especialmente conocida por sus trabajos como actriz de género fantástico y de terror (fantaterror) en el cine español de la década de los años 70.

## Trayectoria
Reside en España desde 1969. Llegó huyendo de una experiencia traumática en Estados Unidos.
“Nunca había pensado dedicarme al cine hasta que estudiando teatro con una beca en Estados Unidos descubrí a Pasolini y me enamoré del cine” ha explicado Lone señalando que en la sala de la memoria a Pasolini en un museo de Texas había un equipo de filmación que estaba trabajando y le propusieron hacer una prueba que implicó "el primer secundario" de su carrera.
La primera película en la que participa es Pierna creciente, falda menguante protagonizada por Laura Valenzuela y Fernando Fernán Gómez. Poco después le sigue otro papel de reparto en Vente a Alemania, Pepe.  Su primer papel como actriz protagonista es en la La noche del terror ciego de  Amando de Ossorio estrenada en 1972 a la que seguirá El ataque de los muertos sin ojos (1973) y La endemoniada, también de Ossorioque la convierten en la "musa del fantaterror". A lo largo de su trayectoria como actriz ha realizado papeles secundarios en numerosas películas, interviniendo en más de cuarenta de películas, en su mayoría españolas.
Ha creado una productora independiente para dar a conocer películas de autores que difícilmente son seleccionadas para la programación de festivales. En 2019 decide dar el salto a la dirección, guion y producción con cortometrajes, rodando 'La virgen descalza' (2019), un tema gótico y fantástico, 'Eres una hija de p*ta' (2023) y 'Un dulce deseo' (2024).

## Vida personal
Casada en dos ocasiones La primera boda fue un matrimonio de conveniencia para obtener la nacionalidad española, según ha contado en entrevistas. Más tarde se casó con el director de cine y guionista español Eugenio Martín (1925-2023), veinte años mayor que ella.

## Filmografía
- 1970: Pierna creciente, falda menguante[12](secundario)
- 1971: Vente a Alemania, Pepe (secundario)[4]
- 1971: Blanca por fuera y Rosa por dentro [13]
- 1971: El hombre de Río Malo (acreditada como Lone Ferck)[14]
- 1971: Nada menos que todo un hombre [15]
- 1972: La noche del terror ciego[5]protagonista
- 1972: El desafío de Pancho Villa[16]
- 1972: El vikingo[17]
- 1973: Una vela para el diablo[18]
- 1973: Sexy Cat[19]
- 1973: El ataque de los muertos sin ojos[6]
- 1973: Lo verde empieza en los Pirineos[20]
- 1974: El amor empieza a medianoche[21]
- 1974: El sol sale por el este (miniserie TV)
- 1974: Los nuevos españoles[22]
- 1975: Los cuatro del apocalipsis
- 1975: Mal de ojo
- 1975: La endemoniada[23]
- 1975: Una abuelita de antes de la guerra
- 1975: No quiero perder la honra
- 1975: El valle de las viudas
- 1975: El paranoico
- 1975: Vida íntima de un seductor cínico
- 1976: Mayra, la venus negra
- 1976: Ligeramente viudas
- 1976: Call Girl (Vida privada de una señorita bien)
- 1977: Viaje al centro de la Tierra[24]
- 1977: Tengamos la guerra en paz
- 1977: Juventud drogada
- 1978: El último guateque
- 1978: La ciudad maldita
- 1978: El juglar y la reina (serie TV)
- 1983: La venus negra
- 1984: El último kamikaze
- 1984: Guerra sucia
- 2012: Contra el tiempo
- 2013: ¡Zarpazos! Un viaje por el spanish horror
- 2014: La cañada de los ingleses (corto)
- 2014: Wax
- 2014: La mujer que hablaba con los muertos
- 2015: Harvest (corto)
- 2015: Vampyres
- 2015: Los límites del cielo
- 2015: Radial (corto)
- 2015: Nasciturus: El que va a nacer
- 2016: Nada grave (corto)
- 2016: Behind (corto)
- 2016: El último guión (corto)
- 2017: Escaping the Dead
- 2017: Los resucitados (doblaje)
- 2017: Aurora bonreal
- 2018: Todo es para bien (corto)
- 2019: Sesión Salvaje
- 2020 Pan: La nada (videoclip)
- 2020: Faces of fear (corte "Harvest")
- 2020: Vampus Horror Tales
- 2020: Malditas (corto)
- 2021: El último baile de Marilyn
- 2021: The nanny's night
- 2021: Mi adorado Monster
- 2022: Viejos
- 2022: Dark girls
- 2022: Reflejos del más allá (corto)
- 2023: Os reviento
- 2023: Eres una hija de p*ta (corto) también dirección y guion
- 2023: Zheimer (corto)
- 2024: Un dulce deseo (corto) también dirección y guion

## Teatro
- 1977: La jaula de las locas

## Dirección y guion
- 2019: La virgen descalza (corto)[25]
- 2023: Eres una hija de p*ta (corto)
- 2024: Un dulce deseo (corto)

## Premios y reconocimientos
- 2014 Homenaje a Lone Fleming y Eugenio Martín en Algeciras Fantástika[26]
- 2021 Premio Leyenda del Festival de Cine Fantástico Europeo de Murcia[27]
- 2024 Premio Generación Mutante del Festival Internacional de Cine de Gijón [8]